# Gennaro Iezzo
Gennaro Iezzo (ur. 8 czerwca 1973 roku w Castellammare di Stabia) – włoski piłkarz występujący na pozycji bramkarza, a także trener.

## Kariera klubowa
Gennaro Iezzo zawodową karierę rozpoczynał w 1989 roku w Juve Stabia. Następnie został graczem Scafatese Calcio, a później został wypożyczony do US Avellino. W każdym z tych zespołów pełnił jednak rolę rezerwowego, a częściej zaczął grywać dopiero po powrocie do Scafatese Calcio w 1992 roku. W 1994 roku Iezzo podpisał kontrakt z Noceriną. Tam jednak także rzadko kiedy dostawał szanse występów, a razem z klubem awansował z Serie C2 do Serie C1.
Po zakończeniu sezonu 1996/1997 włoski bramkarz odszedł do Hellasu Werona i zadebiutował w drugiej lidze. Latem 1999 roku Iezzo przeszedł natomiast do Calcio Catania, gdzie wreszcie udało mu się przebić do podstawowego składu. Po trzech sezonach gry w sycylijskim zespole Włoch awansował do Serie B. Podczas rozgrywek 2003/2004 Iezzo nie brał jednak udziału w żadnym z ligowych pojedynków, a w lutym 2004 roku przeniósł się do Cagliari Calcio. W ekipie "Rossoblu" przebił się do wyjściowej jedenastki i zadebiutował w Serie A.
W 2005 roku włoski piłkarz trafił do SSC Napoli. Przebył z nim drogę od trzeciej do pierwszej ligi cały czas zajmując miejsce w podstawowym składzie. W sezonie 2007/2008 Iezzo razem z drużyną zajął ósmą pozycję w pierwszej lidze, co zapewniło Napoli awans do Pucharu UEFA. 23 listopada 2008 roku w meczu z Cagliari Iezzo zaliczył setny ligowy występ w barwach ekipy "Partenopei". W sezonie 2008/2009 rozegrał 14 meczów, o 4 mniej niż Nicolás Navarro, a w kolejnych rozgrywkach został rezerwowym dla Morgana De Sanctisa.